# Frullania azorica
Frullania azorica là một loài Rêu trong họ Jubulaceae. Loài này được Sim-Sim, Sérgio, R. Mues & L. Kraut mô tả khoa học đầu tiên năm 1995.